# Georg Schumann (Fußballspieler)
Georg Schumann (* 17. August 1898 in Berlin; † 30. November 1959), auch „Pinne“ genannt, war ein deutscher Fußballspieler und -trainer.

## Karriere

### Vereine
Schumann gehörte von 1918 bis 1925 Vorwärts 90 Berlin an und kam in der vom Verband Brandenburgischer Ballspielvereine ausgetragenen Berliner Meisterschaft in einer Gruppe mit zunächst 18 Mannschaften, dann abnehmend und ab der Saison 1920/21 in zwei Gruppen aufgeteilt, im Rundenturnier mit Hin- und Rückspiel zum Einsatz.
Als Sieger der Gruppe B gewann er mit seiner Mannschaft auch das in Hin- und Rückspiel ausgetragene Finale gegen den Sieger der Gruppe A, dem BFC Preussen, im Gesamtergebnis mit 4:1. Damit war er mit seiner Mannschaft als Teilnehmer an der Endrunde um die Deutsche Meisterschaft qualifiziert und unterlag am 12. Juni 1921 in Berlin dem 1. FC Nürnberg mit 1:5 im Finale. Am Saisonende 1922/23 ging er mit der Mannschaft erneut als Sieger der Gruppe B hervor, verlor diesmal allerdings das Finale gegen den Sieger der Gruppe A, dem SC Union Oberschöneweide nach Hin- und Rückspiel mit 2:4.
Die Spielzeit 1925/26 und 1926/27 war er für den 1. FC Kattowitz, einem von zwei deutschen Vereinen die vom PZPN, dem polnischen Fußballverband, für die oberste Regionalliga, die Schlesische A-Klasse, zugelassen wurden.
Zur Saison 1927/28 zum Berliner Tennis-Club Borussia gewechselt, gewann er die Gruppe B, verlor jedoch gegen den Sieger der Gruppe A, Hertha BSC, die beiden Finalspiele im Gesamtergebnis mit 4:8 – einschließlich des notwendig gewordenen Entscheidungsspiels.
1928/29 wiederholte sich die Finalpaarung, in der Hertha BSC nach Hin- und Rückspiel mit 7:4 erfolgreich blieb und den Titel des Berliner Meisters verteidigte.
Trotz beider Finalniederlagen war er mit seiner Mannschaft jeweils für die Endrunde um die Deutsche Meisterschaft qualifiziert.
1927/28 und 1928/29 – Schumann bestritt jeweils zwei Spiele – schied der Berliner Tennis-Club Borussia im Viertelfinale aus dem Wettbewerb aus.

### Nationalmannschaft
Sein einziges Länderspiel für die A-Nationalmannschaft bestritt er am 31. August 1924 gegen die Nationalmannschaft Schwedens, das in Berlin mit 1:4 verloren wurde.

## Erfolge
- Finalist Deutsche Meisterschaft 1921

## Sonstiges
Nach dem Ende des Zweiten Weltkriegs trainierte er in der Berliner Stadtliga, als eine von seinerzeit fünf höchsten deutschen Spielklassen, die SG Köpenick (1947/48), die SG Charlottenburg (1948/49) und den Liganeuling VfB Britz (1949/50), mit dem er die Klasse halten konnte.